# Sheena Iyengar

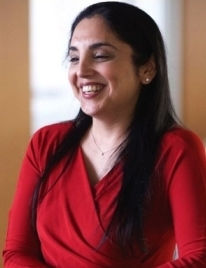
Sheena Iyengar (2011)

Sheena Iyengar (* 29. November 1969 in Toronto) ist eine kanadisch-US-amerikanische Psychologin.
Sie ist Expertin für Entscheidungstheorie und lehrt als Professorin für Wirtschaftspsychologie an der Columbia Business School.

## Leben
Sheena Iyengars Eltern waren aus Delhi nach Kanada ausgewandert. 1972 zog die Familie nach Flushing, wo ihr Vater half, den ersten dauerhaften Sikh-Tempel aufzubauen. 1979 zog die Familie nach Elmwood Park (New Jersey).
Im Alter von drei Jahren wurde bei Iyengar eine seltene Form von Retinitis pigmentosa diagnostiziert, einer Erbkrankheit, die ihre Netzhaut zerstörte und sie erblinden ließ. Als sie 13 war, starb ihr Vater an einem Herzinfarkt.
1992 verließ Iyengar die University of Pennsylvania mit einem B.S. in Wirtschaftswissenschaften der Wharton School of Business und einem B.A. in Psychologie. Anschließend forschte sie an der Stanford University und wurde 1997 zur Ph.D. in Sozialpsychologie promoviert. Ihre Dissertation “Choice and its Discontents” untersucht, unter welchen Umständen es besser sein kann, keine oder nur eingeschränkte Auswahlmöglichkeiten zu haben; die Arbeit erhielt 1998 von der Society of Experimental Social Psychology die Auszeichnung als beste Dissertation.

## Veröffentlichungen
- Tragic Choices: Autonomy and Emotional Response to Medical Decisions. (Memento vom 10. August 2013 im Internet Archive) (PDF; 240 kB)
- The Mere Categorization Effect: How the Presence of Categories Increases Choosers’ Perceptions of Assortment Variety and Outcome Satisfaction. (Memento vom 22. Oktober 2012 im Internet Archive) (PDF; 524 kB)
- Gender Differences in Mate Selection: Evidence from a Speed Dating Experiment. (Memento vom 19. März 2013 im Internet Archive) (PDF; 106 kB)
- Doing Better but Feeling Worse: Looking for the “Best” Job Undermines Satisfaction. PMID 16466422
- How Much Choice is Too Much? Contributions to 401(k) Retirement Plans.
- The Psychological Pleasure and Pain of Choosing: When People Prefer Choosing at the Cost of Subsequent Outcome Satisfaction. (Memento vom 22. Oktober 2012 im Internet Archive) (PDF; 2,8 MB)
- When Choice is Demotivating: Can One Desire Too Much of a Good Thing? (Memento vom 26. Februar 2015 im Internet Archive) (PDF; 1,6 MB)
- Rethinking the Value of Choice: A Cultural Perspective on Intrinsic Motivation. (Memento vom 22. Oktober 2012 im Internet Archive) (PDF; 3,1 MB)
- Optimism and Fundamentalism. (Memento vom 22. Oktober 2012 im Internet Archive) (PDF; 441 kB)
- Order in Product Customization Decisions: Evidence from Field Experiments. (Memento vom 19. November 2012 im Internet Archive) (PDF; 311 kB)
- Medium of Exchange Matters: What’s Fair for Goods Is Unfair for Money. (Memento vom 22. Oktober 2012 im Internet Archive) (PDF; 218 kB)
- The Art of Choosing. 2010